# Torre del Greco (stacja kolejowa)
Torre del Greco (wł: Stazione di Torre del Greco) – stacja kolejowa w Torre del Greco, w regionie Kampania, we Włoszech. Znajdują się tu 2 perony. Według klasyfikacji Rete Ferroviaria Italiana posiada kategorię srebrną.